# Sugfisk
Sugfisk (Remora remora) är en fisk i familjen sugfiskar som förekommer i de flesta varmare hav och framför allt är känd för sin vana att slå följe med stora rovfiskar som bland annat hajar. Den kallas även remora.

## Utseende
Sugfisken är en långsmal, brunviolett fisk med den främre ryggfenan omvandlad till en sugskiva uppe på huvudet. Ungarna har en vanlig, taggstrålig främre ryggfena, men den omvandlas till en sugskiva när de blir äldre. Arten saknar simblåsa. Munnen har underbett, och tänderna är långa och spetsiga. Den blir normalt omkring 40 cm lång, men största längden uppgår till 86 cm, och maxvikten till 1,07 kg.

## Ekologi

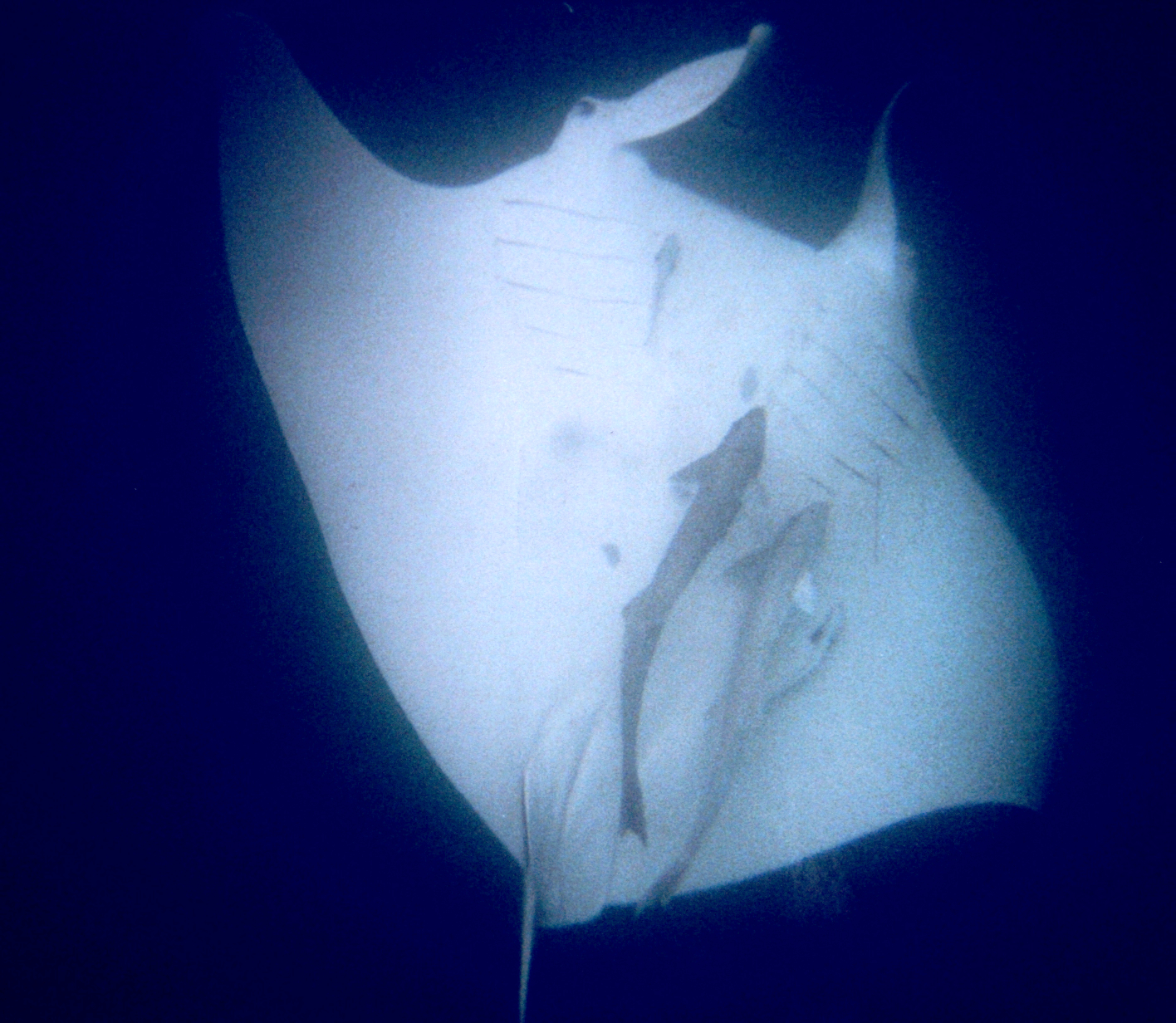
En manta med sugfiskar vid Ningaloorevet

Arten är en revfisk som lever ner till ett djup av 100 m. Då arten saknar simblåsa används sugskivan för att följa med större vattenlevande djur, som hajar, stora benfiskar, havssköldpaddor och havsdäggdjur. Den kan även fästa sig på fartygsskrov. Arten livnär sig av rester från värdens måltider samt hud- och gälparasiter från värden, men den kan också lämna värden och ta fiskar och plankton. Det förefaller som det främst är ungfiskarna som livnär sig som parasiter.

## Utbredning
Sugfisken finns i de flesta av världens varmare hav, som västra Stilla havet från Japan till Nya Zeeland och Norfolkön, östra Stilla havet från San Francisco i Kalifornien, USA till Chile, västra Atlanten från Nova Scotia i Kanada till Argentina samt östra Atlanten från Nordsjön till Kanarieöarna och västra Medelhavet. Den har också påträffats kring Island och vid Danmark och Sverige.